# Boswellia neglecta
Espèce
Classification phylogénétique
Boswellia neglecta est un arbuste de la famille des Burséracées originaire d'Afrique, produisant une résine aromatique appelée encens ou oliban, de moindre qualité que celle produite par Boswellia sacra.

## Description
C'est un buisson ou un petit arbre mesurant jusqu'à 8 m de haut. Son écorce est gris sombre. Ses feuilles caduques mesurent de 2 à 11 cm de longueur. Ses fleurs sont blanches ou vertes.

## Distribution géographique
Il pousse dans l'est de l'Éthiopie, ainsi que dans le nord, le centre et le sud de la Somalie. Il est également présent au Kenya, en Tanzanie et en Ouganda. Il croît sur des sols volcaniques ou sableux entre 200 et 1 350 m d'altitude, dans des zones où les précipitations varient entre 250 et 600 mm/an.

## Synonymes
- Boswellia hildebrandtii Engl.
- Boswellia campestris Engl.
- Boswellia multifoliata Engl.
- Boswellia elegans Engl.
- Boswellia holstii Engl.